# 徧融塔院

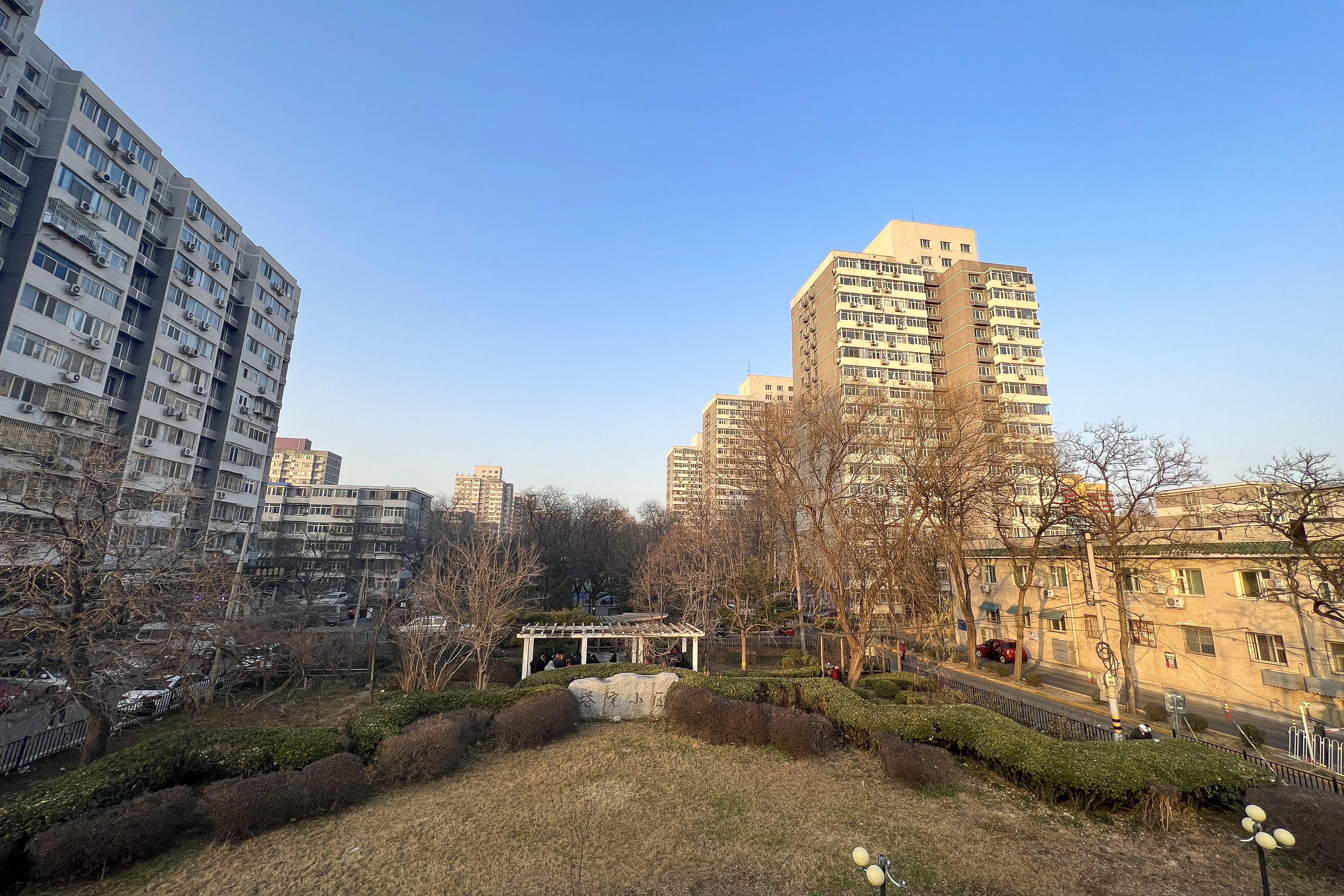
塔院小区（2021年12月摄）

徧融塔院，位于北京市海淀区东南部，是明朝高僧徧融（徧融真圆）的塔院。现已无存，仅存地名“塔院”。

## 简介
徧融塔院位于北土城外，建于明朝万历年间。徧融是明朝汉传佛教华严宗的高僧，曾在大护国千佛寺（清朝改称拈花寺）驻锡，圆寂后安葬在徧融塔院的遗骨塔内。
《北京图书馆中国历代石刻拓本汇编》第五十八册收录明朝万历二十六年（1598年）赵志皋撰《大护国千佛寺徧融大师塔院碑记》。碑文为：

（碑阳）：
  大护国千佛寺徧融大师塔院碑记
　　赐进士及第光禄大夫柱国少傅兼太子太傅吏部尚书建极大学士知制诰经筵日讲正史总裁古婺赵志皐撰。
　　特进荣禄大夫柱国少保兼太子太保临淮侯奉敕总督京营戎政守备南京提督大工管理禁兵内直侍经筵官掌两京中左军都督府事盱眙李言恭书丹并篆盖。
　　盖闻神足之履，大虚辩舌之悬河海，三昧示生，四依出现，蕲之末世，蔑无所闻言惧，夫化人之宗，几乎尽矣。幸有默湛性海，力遡真源，握揽玄机，挽回流品，以致徧融大师是其人也。大师讳真圆，徧融其字也，生西蜀营山，为鲜氏子。幼而超异，习慕空宗。长而事亲，力全子职，及恃怙俱亡，年滨世载。遂弃其家即莹华山，礼可和尚，薙染受具。久之，谢师曰：既已出家，敢辞行脚，一钵万方，片云千里。次往洪州，葺马祖庵，掩关数载。未几舍去入京都，栖迟于龙华寺，会通公讲法于众，皆得悟言于上足。融通三昧，了达十玄，叹曰：更何法矣，从吾所之。复隐于匡庐深处，搜奇览胜，茹木饮泉，人所不堪，已为常也。每随众起居，了无崖岸。忽值岁□赋芧等于狙公荷担，同于樵子斧斤，以时入山林，胼胝以冐霜雪，慨有良材沦于爨下，可枘可杈，堪杖堪柄者，拔而出之，削而成之，束之湿中，鬻之市上，口不论直，随与即行，得者异之，或东或西无定售。居山既久，德名日溢一日，即焚居室，以谢山灵而去。无几，复来都城柏林寺检阅大藏，一衲一龛，胁不至席，九年于斯，面壁少林，不是过也。须臾又徙入法通寺苦行如前，尝在杲日寺讲华严，苦言警众，定水生波，日蔽浮云，身遭宪纲，虽囹圄系闭，惟正念翛然。神龙翊运，佛日重光。大学士赵公祯吉，疏请得兑，复于谷积山块然端坐。御马监太监杨公讳用，常游师之门，入师之室，先为敷座献花，执弟子礼。恭逢慈圣宣文明肃皇太后根蟠仙李叶茂金枝，化洽生灵，道光尘劫，赐金百镒，范像千身，千佛寺者所由建也。寺成，即请师居之，赐紫衣、法具、旛花、珍供，仍于万历十一年遣太监姜绶、陈儒，赉白金七十八镒，于德胜门土城关外鹰房村，置地四顷八十七亩有奇，于中建立普同大塔一座，内列八十一龛，其中一以藏师全身舍利，其馀者俟继师道者居之。塔前建普光明殿、天王、山门、方丈，左右角楼钟鼓楼，伽蓝、祖师殿、配殿、厨库、茶疗，计百有馀楹。其殿堂中各造渗金佛像、花旙、供器、什物俱全，盖杨公百画而成，功可嘉也，德可纪也。师生于弘治癸亥六月十四日，灭度于万历甲申九月九日。前三日示疾，默然坐无言，至九日告众曰：生死寻常，惟戒力熏修者得大自在。我既去矣，尔等勉旃，遂称佛名面西而逝，世寿八十有三，僧腊六十有四。时来顺往，虚有妙无，离色离空，含芳含润，庶几洒禅，苑之清风，豁然天之正眼，数百年来一人而已。余往三接其律仪，今也思见其人，不要得矣，良可悲夫。适度门诲公状其事，余因而记之以示来劫云。铭曰：
　　尔从何来，峨嵋起迹。因以成行，智缘果识。明悟化成，瑞邪径辟。万壑争流，孤柱砥立。法尚应舍，涣焉无积。依止孰归，度门圆极。
时万历二十六年戊戌岁佛诞日立石。

（碑阴）：
　　千佛寺华严宗派：真觉法界、事理镕融、香水海刹、广佛华严、大方玄旨、体混虚空、遍穷莲藏、含摄巨思、用果圆极、妙相重通。
　　灯
　　宗派枝流续焰善财童子南中
　　大明仁圣懿安康静皇太后、大明慈圣宣文明肃皇太后。
　　中宫皇后王、皇贵妃郑、容妃韩、惠妃马、端妃周、奇妃叶、未封李。
　　勤侍夫人彭。
　　本寺田地四界至：置买地肆顷捌拾柒亩玖分。东至大石桥头，南至□□□，西至十字大道，北至十字大道。
　　乾清宫管事提督两司房御马监太监高□。
　　乾清宫等各衙门太监等官：姚定、陈忠、李钦、张舟、赵真、崔才、郭栋、房禄、岳大用、张安、屈成、华钦、王朝、温进、李永、陈钦、张清、张宦、王孝、张进、张和、高腾、黄大用、王永、王官、刘纲、乐暹、刘宝、赵朝、刘成（以下略）。

1950年代初，徧融及其弟子的遗骨塔尚存在。大跃进时期，塔院的僧人还俗，加入东升人民公社，组成塔院农业生产队。此后将塔推倒，辟为农田，种植水稻、蔬菜。

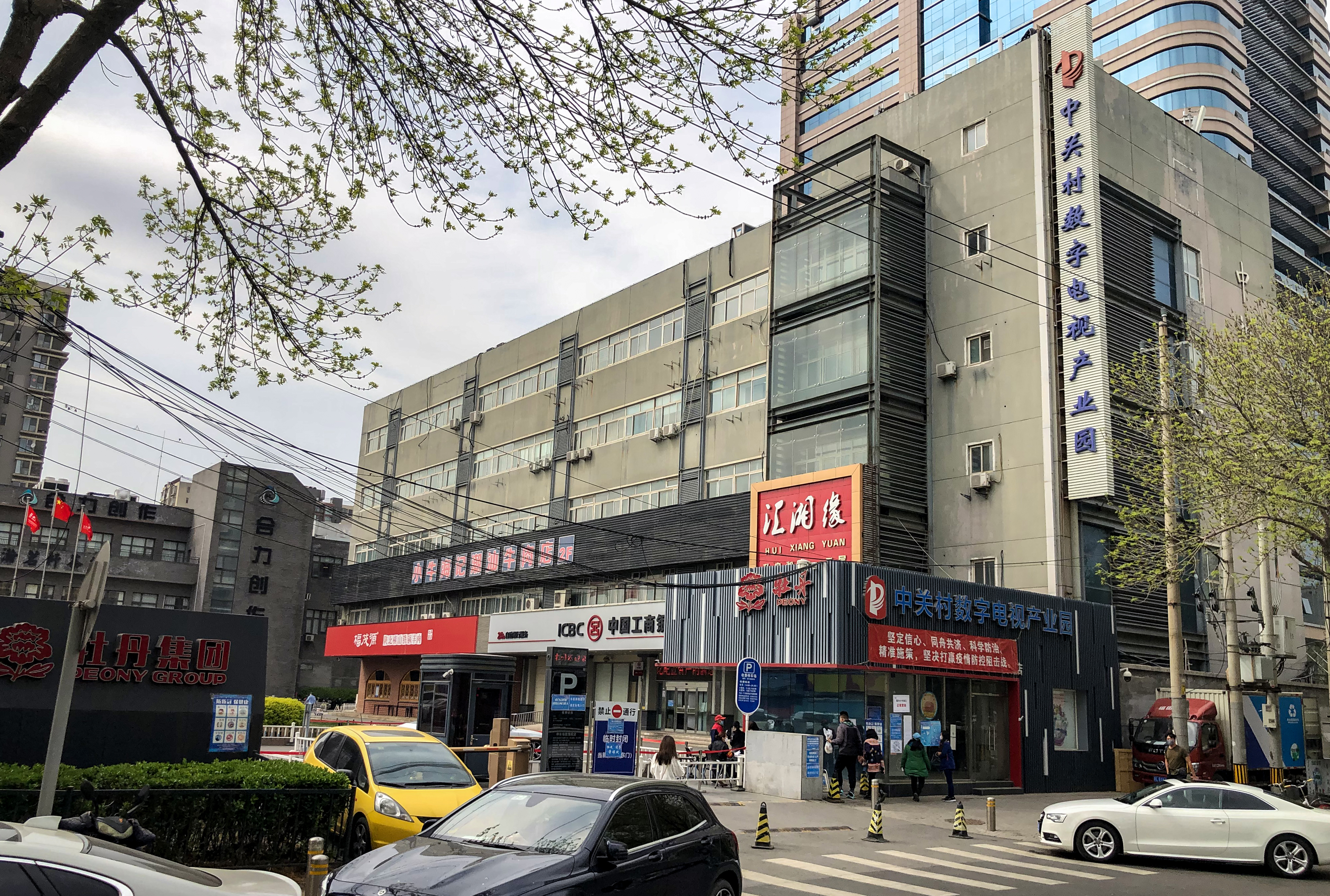
牡丹电子集团（2020年）

1973年，北京电视机厂（牡丹电子集团的前身）成立，在塔院菜地上建成厂房，年产30万台牡丹牌彩色电视机。1990年，政府在该厂东侧兴建居民小区，命名为“牡丹园”（其名源自牡丹牌彩色电视机）。2008年通车的北京地铁10号线牡丹园站即由牡丹园得名。
如今，塔院作为地名，大致指花园北路以南，北土城西路以北，花园东路以西，学院路以东，属于花园路街道辖区。该区域内有塔院东街、塔院西街。1980年代前，这里仅有西单商场等单位的住宅区。1980年代到1990年代，塔院西部、小月河北岸陆续建起塔院小区，分为塔院迎春园、塔院消夏园、塔院朗秋园、塔院晴冬园，位于塔院东街、塔院西街之间，后来成为塔院社区。塔院南部、小月河南岸地区是1985年建成的元大都城垣遗址公园。小月河也是1985年改经此处。塔院东部即1990年兴建的牡丹园居民小区（后来逐渐形成地名“牡丹园”）。由于该区域逐渐被居民小区占据，原在此处的塔院村向东北方向的健翔桥迁移。
21世纪初，位于健翔桥西北的塔院村隶属海淀区东升地区。塔院一带的塔院社区、西单商场社区等社区均隶属花园路街道。